# Arik Shivek
Arik Shivek (nacido el 10 de septiembre de 1956 en Netanya, Israel) es un entrenador israelí de baloncesto. Actualmente dirige a la Selección de baloncesto de Holanda.

## Trayectoria como entrenador
Shivek comenzó a entrenar en 1983, con Maccabi Netanya, y luego pasó a clubes como Maccabi Hadera, Hapoel Gan Shmuel, Elitzur Ramla, Hapoel Eilat, Maccabi Ra'anana, Maccabi Ramat Gan y Hapoel Tel Aviv BC, a los que dirige en la National League y en la Ligat Winner.
En 2003 firma por el ABC Amsterdam en los Países Bajos al que dirige durante dos temporadas.
En 2005, llega a Bélgica para dirigir al Antwerp Giants, al que dirige durante dos temporadas.
En 2007, regresa al ABC Amsterdam, con el que logra la Dutch Basketball League en 2008 y 2009 consecutivamente.
Shivek sería nombrado entrenador del Año en la Dutch Basketball League en 2005 y 2009, y fue nombrado Entrenador del Año de la liga en 2008 por el sitio web Eurobasket.com.
En 2009, firma por el Dexia Mons-Hainaut de la Pro Basketball League, al que dirige durante tres temporadas.
En enero de 2010, fue nombrado entrenador de la Selección de baloncesto de Israel, al que dirige durante cinco años.
En la temporada 2015-16, Shivek regresa a Israel para firma por el Maccabi Rishon LeZion de la Ligat Winner, con el que logró su primer campeonato israelí. El 27 de febrero de 2017, Shivek fue despedido del Maccabi Rishon LeZion.
El 16 de mayo de 2017, Shivek se convirtió en el entrenador del Maccabi Tel Aviv BC de la Ligat Winner, para los playoffs de la temporada 2016-17.
El 20 de diciembre de 2017, firma por el Bnei Herzliya de la Ligat Winner, al que dirige hasta el final de la temporada.
El 31 de enero de 2019, Shivek regresó al Bnei Herzliya de la Ligat Winner, firmando por el resto de la temporada.
El 26 de mayo de 2023, Shivek fue contratado como entrenador de la Selección de baloncesto de Holanda.

## Clubs como entrenador
- 1983–1985: Maccabi Netanya
- 1985–1986: Maccabi Hadera
- 1986–1988: Hapoel Gan Shmuel
- 1989–1990: Elitzur Ramla
- 1990–1993: Hapoel Eilat
- 1993–1996: Hapoel Galil Elyon
- 1996–1999: Maccabi Ra'anana
- 1999–2001: Ironi Ramat Gan
- 2001–2002: Hapoel Tel Aviv BC
- 2003–2004: Selección de baloncesto de Israel
- 2003–2005: ABC Amsterdam
- 2005–2007: Antwerp Giants
- 2007–2009: ABC Amsterdam
- 2009–2012: Dexia Mons-Hainaut
- 2009–2014: Selección de baloncesto de Israel
- 2015–2016: Hapoel Eilat
- 2016–2017: Maccabi Rishon LeZion
- 2017: Maccabi Tel Aviv BC
- 2017–2018: Bnei Herzliya
- 2019: Bnei Herzliya
- 2023–presente: Selección de baloncesto de Holanda